# PA Consulting Group
PA Consulting Group (PA) ist eine internationale Unternehmensberatung, die international – hauptsächlich in Skandinavien, Europa, USA und in den Golfstaaten – vertreten ist und ca. 2800 Mitarbeiter beschäftigt. Seit 2016 befindet sich die Mehrheit der Anteile (51 %) im Besitz der Carlyle Group.

## Profil
Im Jahr 1943 in England gegründet, war der deutsche Hauptsitz bis zum Jahr 2020 in Frankfurt am Main. Eine weitere Niederlassung befindet sich in München. Die Firmenzentrale befindet sich in London. PA’s Report and Accounts aus dem Jahr 2012 beschreibt die Dienstleistungen wie folgt: Kunden dabei zu helfen, Unternehmens- und Wachstumsstrategien zu entwickeln, effektive IT zur Unterstützung des Geschäfts zu realisieren, Menschen für Veränderungen zu mobilisieren, komplexe Programme und Reorganisation zu steuern sowie Produkte und Prozesse im Technologie- und Innovationsumfeld zu entwickeln.
PA Consulting Group blickt auf eine über 70-jährige Unternehmensgeschichte zurück, die bereits in den 1940er Jahren ihren Anfang nahm.
Besonders an PA ist das Technologiezentrum in Melbourne bei Cambridge in England, in dem die Firma für ihre Kunden nicht nur theoretische Konzepte entwickelt, sondern diese bis zur Produktionsreife bringt. Beispiel hierfür ist das von PA entwickelte und produzierte Ora-Küchentuch oder auch neue Lösungen für Inhalationsmedizin.
Eine weitere Besonderheit von PA war das unternehmenseigene Venture-Programm: seit dem Jahr 2000 werden hier Ideen und intellektuelles Kapital aus der Beratungsarbeit transferiert, wie zum Beispiel die Entwicklung der dritten Generation im Mobilfunk, namentlich UbiNetics, oder Meridica, ein System zur Medikamentenverabreichung. Beide Ventures sind zwischenzeitlich verkauft worden. Zudem hat PA seinen Venture-Zweig, Ipex Capital, im Juni 2008 ausgegliedert. PA arbeitet jedoch weiter eng mit Ipex Capital für aktuelle Ventures im Ipex Portfolio zusammen.

## Hauptbüros von PA Consulting Group
PA operiert weltweit mit 24 Büros. Die Hauptbüros befinden sich in:
- Dänemark – Kopenhagen
- Deutschland – Frankfurt, München (Deutschland gesamt geschlossen im Jahr 2020)
- Indien – Bangalore
- Irland – Dublin
- Neuseeland – Wellington
- Niederlande – Utrecht
- Norwegen – Oslo
- Schweden – Stockholm
- Vereinigte Arabische Emirate – Abu Dhabi, Dubai, Doha
- Vereinigte Staaten von Amerika – Washington DC, Denver CO, Boston MA, Los Angeles CA, New York NY
- Vereinigtes Königreich – London, Cambridge, Belfast, Birmingham, Manchester, Edinburgh